# آمر اکبر آنتونی
آمر اکبر آنتونی (به انگلیسی: Amar Akbar Anthony) یک فیلم کمدی بالیوودی بود که در سال ۱۹۷۷ توسط مانموهان دسای ساخته شد. این فیلم داستان ۳ برادر است که در کودکی در اثر حادثه‌ای از هم جدا می‌شوند و هر کدام یک دین را می‌پذیرند.

## خلاصه داستان
کیشن لال که پدر سه بچه است، جرم تصادف صاحبکارش رابرت را گردن گرفته و بجای او به زندان میرود.پس از آزادی متوجه میشود که رابرت برخلاف وعده اش کوچکترین مراقبتی از همسر و پسران کیشن لال نکرده است.کیشن لال با رابرت درگیر میشود و حاصل این درگیری از هم پاشیدن خانواده است.مادر خانواده بینایی خود را از دست میدهد.پسران هر کدام توسط افراد مختلف با دین‌های متفاوت به فرزندی گرفته میشوند و کیشن لال با به سرقت بردن مقداری شمش طلا میگریزد.سالها میگذرد.امر تبدیل به یک پلیس هندو شده.اکبر یک خواننده قوالی مسلمان است و آنتونی که به مشروب فروشی مشغول است، دین مسیحیت را برگزیده و...

## جوایز
- جایزه فیلم فیر بهترین بازیگر نقش اول مرد برای آمیتاب باچان
- جایزه فیلم فیر بهترین موسیقی برای لاکسمیکانت پیارلال
- جایزه فیلم فیر بهترین تدوین برای کاملاکار کارکانیس

## بازیگران و صداپیشگان
| نقش               | بازیگر       | دوبلُر            |
| آنتونی            | آمیتاب باچان | ایرج ناظریان     |
| امر               | وینود کانا   | منوچهر والی زاده |
| اکبر              | ریشی کاپور   | منصور غزنوی      |
| کیشن لال          | پران         | حسین رحمانی      |
| رابرت             | جیوان        | پرویز ربیعی      |
| بهاراتی           | نیروپا روی   | سیمین سرکوب      |
| جنی               | پروین بابی   | مینو غزنوی       |
| سلما              | نیتو سینگ    | ناهید شعشعانی    |
| لاکشمی            | شبانه اعظمی  |                  |
| زابسکو(محافظ جنی) | یوسف خان     | ژرژ پطروسی       |
| رانجیت            | رانجیت       |                  |
| پدر روحانی        | نظیر حسین    | ناصر نظامی       |
| طیب علی           | موکری        | منوچهر زمانی     |
| پدرخوانده اکبر    | شیو راج      | اصغر افضلی       |